# Arcadis
Arcadis NV ist ein internationaler Anbieter von Beratungs-, Projektmanagement- und Ingenieurleistungen in den Bereichen Infrastruktur, Wasser, Umwelt und Immobilien. Der Hauptsitz der Gesellschaft ist Amsterdam, Niederlande. Das Unternehmen war unter anderem an Großprojekten, wie den Gardens by the Bay in Singapur, dem Europaviertel in Frankfurt oder dem Emirates Stadium in London beteiligt.

## Geschichte

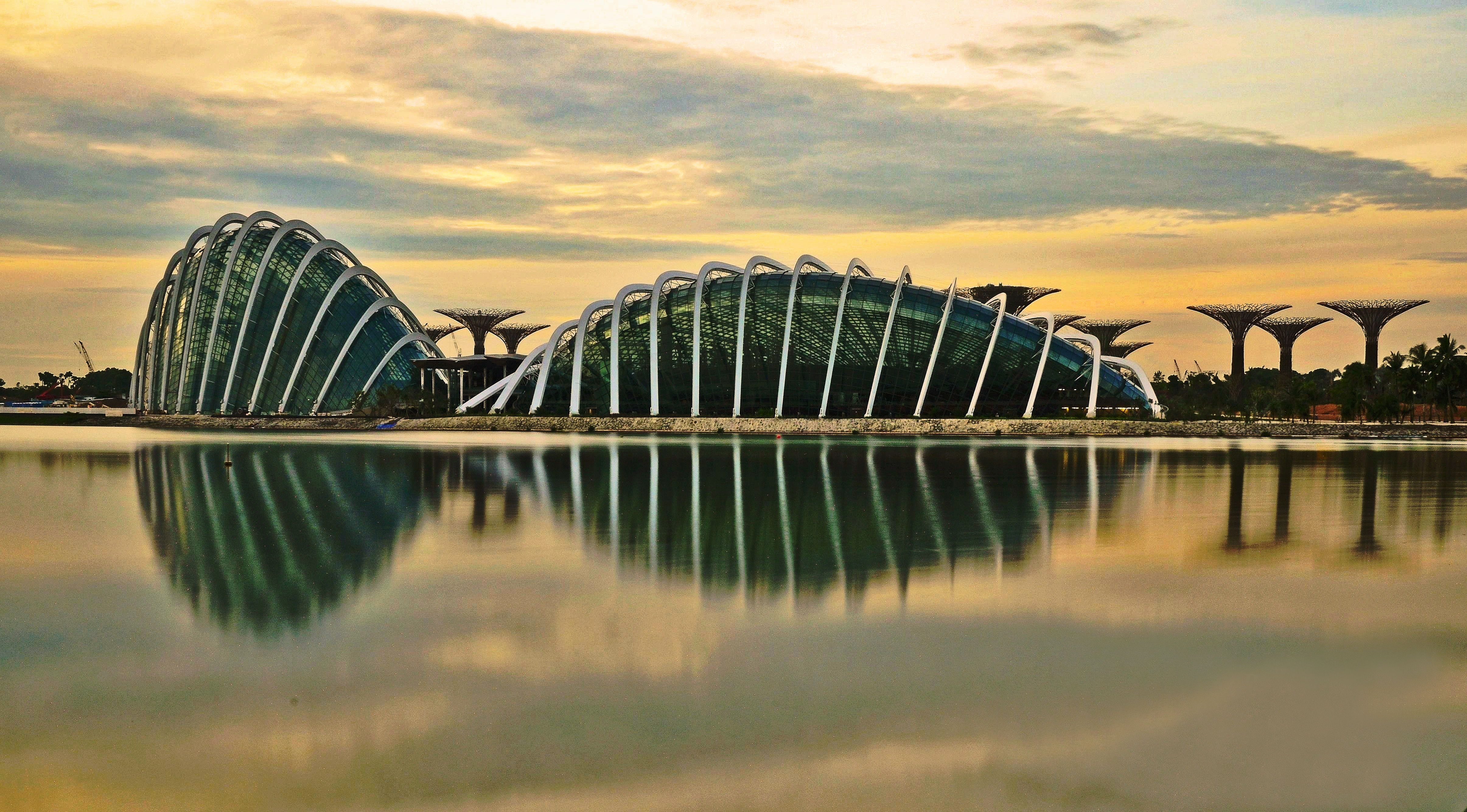
Gardens by the Bay, Singapore

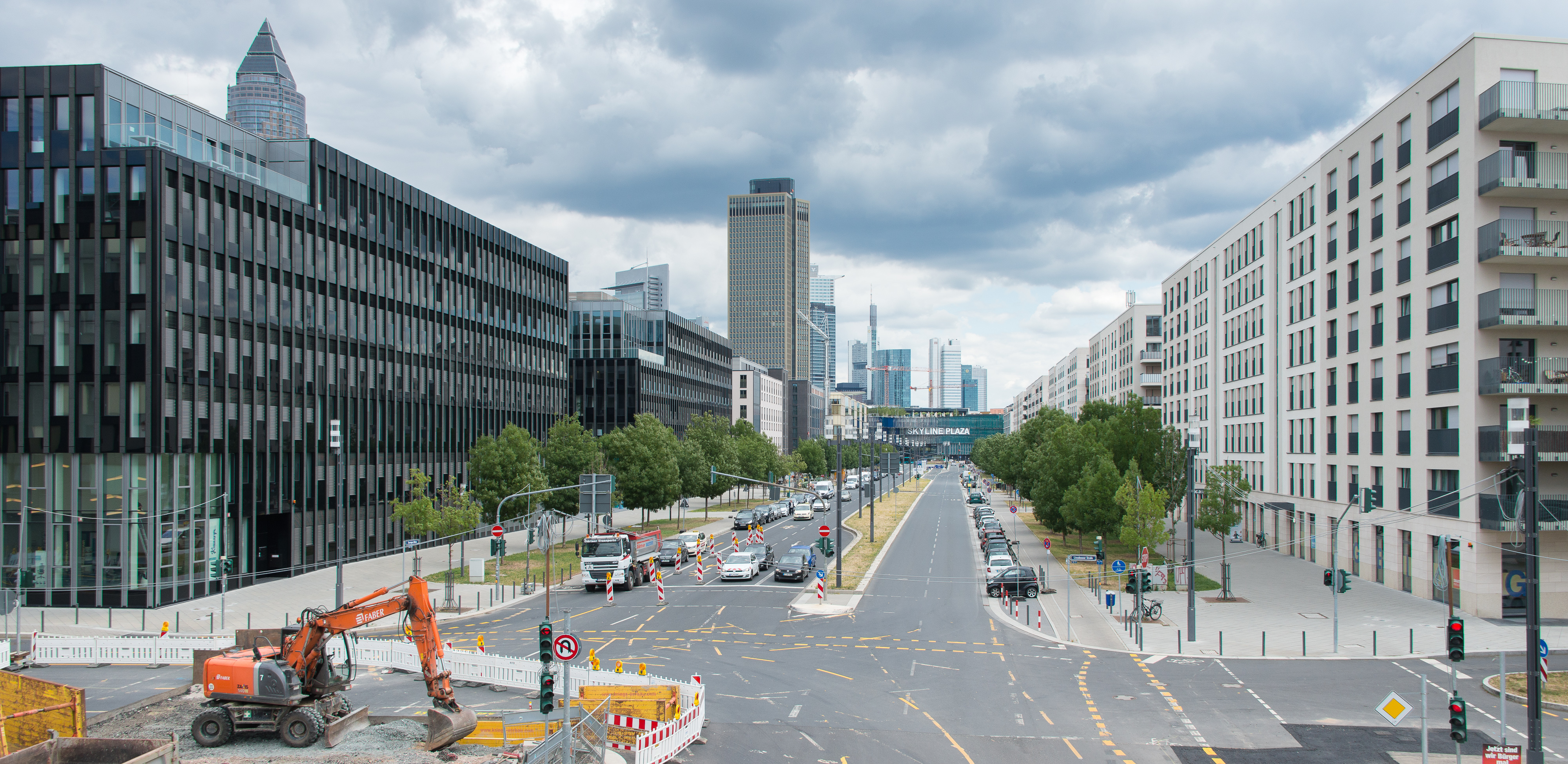
Europaviertel, Frankfurt

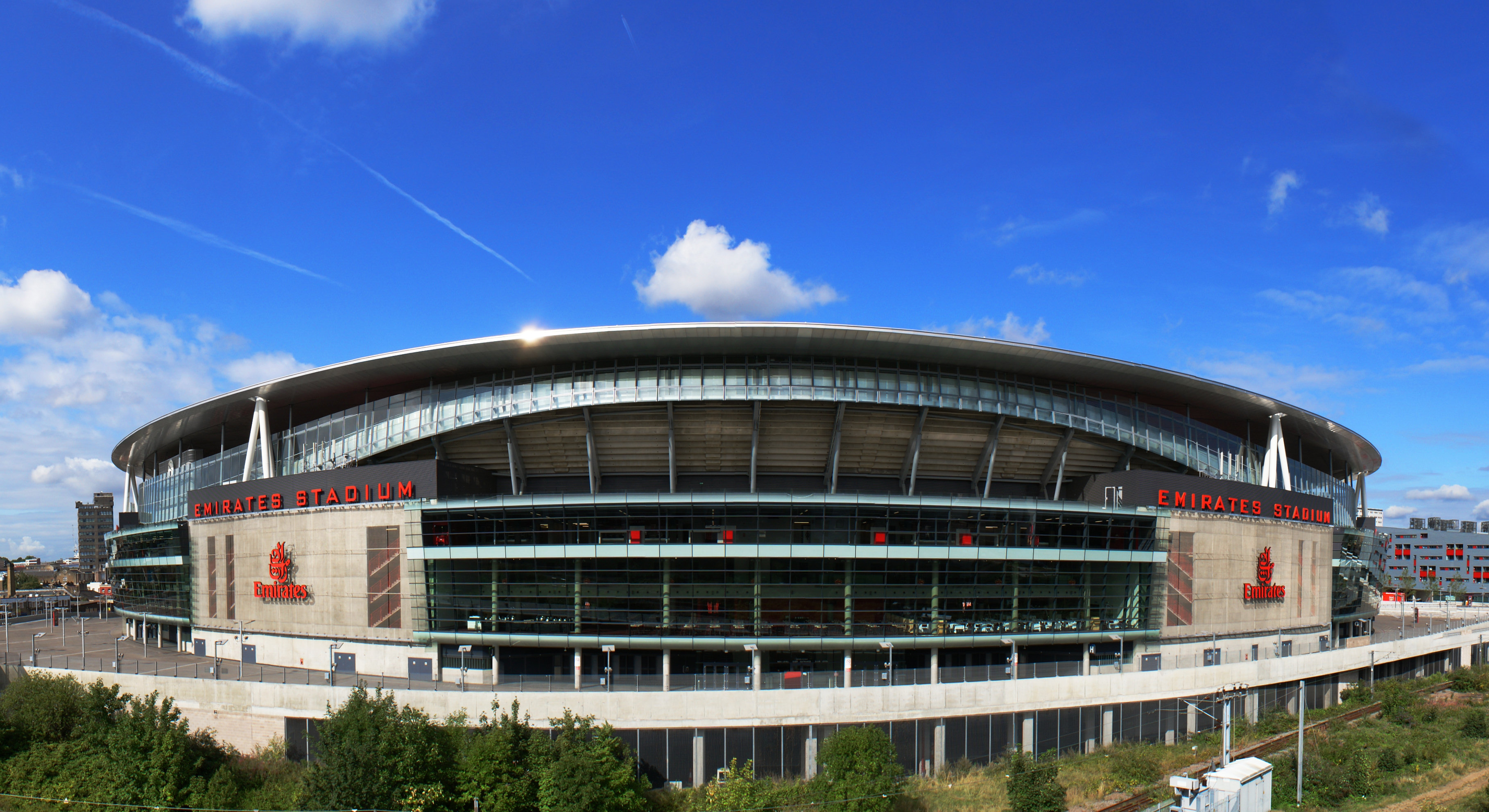
Emirates Stadium, London

1888 wurde Arcadis als Gesellschaft für die Rückentwicklung von Ödland gegründet, seit 1959 werden Dienstleistungen in Entwicklungsländern erbracht. Die Unternehmensausweitung in Europa begann 1990. Durch die Fusion mit dem börsennotierten Unternehmen Geraghty & Miller (USA) im Jahr 1993 wurde auch Heidemij, so der damalige Name, an den Wertpapiermärkten aktiv, der Gang an die niederländische Börse (Amsterdam Stock Exchange, heute NYSE Euronext), folgte zwei Jahre später. 1997 wurde das Unternehmen von Heidemij in Arcadis umbenannt. Der Name Arcadis ist von Arcadien abgeleitet, das in der griechischen Mythologie als ein Ort beschrieben wird, in dem Menschen in einer idyllischen Natur und ohne gesellschaftlichen Druck arbeiten und leben. Durch eine  Reihe von Übernahmen weiterer Architektur- und Ingenieurbüros, zuletzt 2014 von Hyder Consulting und Callison etablierte sich Arcadis als großes, internationales Architekten- und Ingenieurbüro mit 36.000 Mitarbeitern.
Arcadis NV ist eine Aktiengesellschaft nach niederländischem Recht. Seit 2003 ist Arcadis eine internationale Holdinggesellschaft.

## Leistungen
Arcadis bietet unter anderem folgende Leistungen in den Bereichen Infrastruktur, Wasser, Umwelt und Immobilien an:

### Infrastruktur
- Genehmigungsmanagement
- Geotechnik
- Infrastrukturplanung
- Projektsteuerung & Inframanagement[11]

### Wasser
- Entwässerung und Kanalsanierung
- Grundwassersanierung
- Hochwasserrisikomanagement
- Modellierung
- Überprüfung von Stauanlagen
- Siedlungswasserwirtschaft
- Wasserbau[12]

### Umwelt
- Abfallmanagement
- Altlasten und kontaminierte Standorte
- Energieberatung
- Notfallmanagement
- Stilllegung, Dekontamination, Rückbau
- Strategische Managementberatung
- Umweltrisikobewertung[13]

### Immobilien
- Lifecycle-Management
- "Nachhaltiges Bauen"
- Projektmanagement
- Site Development
- Transactional Services[14]

## Engagement
Arcadis unterstützt UN-HABITAT, das Zentrum der Vereinten Nationen für menschliche Siedlungen, mit Know-how, um weltweit die Lebensqualität in schnell wachsenden Städten zu verbessern.

## Arcadis Germany
Die Arcadis Germany GmbH ist eine hundertprozentige Tochtergesellschaft von Arcadis NV und beschäftigt rund 1600 Mitarbeiter an 18 Standorten. Der Hauptsitz ist in Darmstadt. In die Arcadis Germany GmbH gingen durch Fusionen und Akquisitionen unter anderem die Ingenieurbüros Trischler und Partner (1993), Asal Ingenieure (1993) und DGC (2006), die Immobilienberatungsgesellschaft Homola (2003), Gesellschaft für ökologische Bautechnik (GFÖB) Berlin (2010) sowie die Hyder Consulting GmbH Deutschland (2014) ein.

## Korruptionsaffäre im Projekt Flughafen Berlin Brandenburg
Im Frühjahr 2014 soll laut Angabe der Zeit der damalige Technikchef des Großprojektes Flughafen Berlin Brandenburg, Jochen Großmann, von dem Unternehmen bis zu 500.000 Euro für die Vergabe eines Auftrags verlangt haben. Das Unternehmen habe dies daraufhin dem Vorsitzenden der Geschäftsleitung der Flughafen Berlin Brandenburg GmbH, Hartmut Mehdorn, mitgeteilt. In der Folge wurde Großmann Ende Mai 2014 zunächst von seinen Aufgaben entbunden und Anfang Juni 2014 entlassen.